# Carnets Nord
 (septembre 2024).
Si vous disposez d'ouvrages ou d'articles de référence ou si vous connaissez des sites web de qualité traitant du thème abordé ici, merci de compléter l'article en donnant les références utiles à sa vérifiabilité et en les liant à la section « Notes et références ».
Carnets Nord est une maison d'édition indépendante fondée en 2007 et adossée aux éditions Montparnasse, éditeur de DVD, créée en 2017 et qui fait faillite en 2019.

## Histoire
Installées dans le 14e arrondissement de Paris, les éditions Carnets Nord publiaient une douzaine de nouveautés par an. Leur catalogue, qui compte près de cinquante titres, s'organise autour de deux axes : la littérature, française et étrangère, et les documents/essais engagés sur des thèmes d'actualité.
Carnets Nord a publié des auteurs comme Sœur Emmanuelle (Mille et un bonheurs, 2007) ou René Girard (Achever Clausewitz, 2007). C'est aussi le premier éditeur de Mélissa Da Costa, avec Tout le bleu du ciel en février 2019, une romancière qui devient en 2022 la troisième la plus vendue de France.
Les difficultés économiques de la SARL aboutissent à sa liquidation judiciaire en octobre 2019.
Carnets Nord était diffusé par Média Participations.

## Auteurs

### Littérature
- Littérature française : Richard Morgiève, Philippe Nicholson, Marie Faucher, Catherine Leroux, Mélissa Da Costa...
- Littérature étrangère : Tomas Gonzalez, Heinrich Steinfest

### Essais et documents
- Sciences humaines : René Girard, Jean-Pierre Dupuy, Frédéric Gros, Jean-Michel Oughourlian, Jean-Marie Pelt, Stéphane Hessel...
- Documents d'actualité : Haydée Sabéran, Walden Bello, Gaël Giraud et Cécile Renouard, Marie de Hennezel...
- Récits : Ranuccio Bianchi Bandinelli sur Hitler et Mussolini, François Hauter, Jacky Durand...

## Prix littéraires
- Prix Saint-Simon 2011, pour Mes histoires parallèles, de Marc Ferro (entretiens avec Isabelle Veyrat-Masson, 2011)
- Prix lycéen du Livre d'économie et de sciences sociales 2012, pour Être arabe aujourd'hui, d'Akram Belkaïd (2011)